# Parco nazionale di Indravati
Il parco nazionale di Indravati (in hindi इंद्रावती राष्ट्रीय उद्यान) è un parco nazionale nello stato indiano del Chhattisgarh. Si trova 168 chilometri a ovest di Jagdalpur sul fiume Indravati, nel distretto di Dantewada, e occupa una superficie di 1258,37 km². Situato in una regione collinare, ha un'altitudine che varia tra 177 e 599 m sul livello del mare. Ospita un'abbondante fauna selvatica, tra cui tigri, leopardi, cervi, antilopi e una delle ultime due popolazioni di bufali asiatici selvatici dell'India centrale.
Già nel 1975 nella regione era stata istituita una riserva naturale con una superficie di 2799,08 km². Nel 1981 parte di quest'area divenne il parco nazionale di Indravati, dal nome del fiume che costituisce il confine settentrionale del parco.

## Flora e fauna
Il parco entrò a far parte della rete di aree protette per la protezione delle tigri nel 1983. Inoltre, ospita una delle ultime popolazioni di bufalo asiatico selvatico. Altri grandi mammiferi presenti nel parco sono il leopardo indiano, l'orso labiato, il cuon, la iena striata, il gaur, il nilgau, l'antilope cervicapra, l'antilope quadricorne, il cervo pomellato, il sambar, il muntjak indiano, il tragulo macchiato indiano, il cinghiale, l'entello e il reso. Inoltre, qui si possono trovare vari rettili quali coccodrilli, pitoni, cobra e numerose specie di uccelli. La flora è prevalentemente dominata dalla giungla (con alberi di sal, bambù e teak) e dalle praterie.